# Leonard Starr

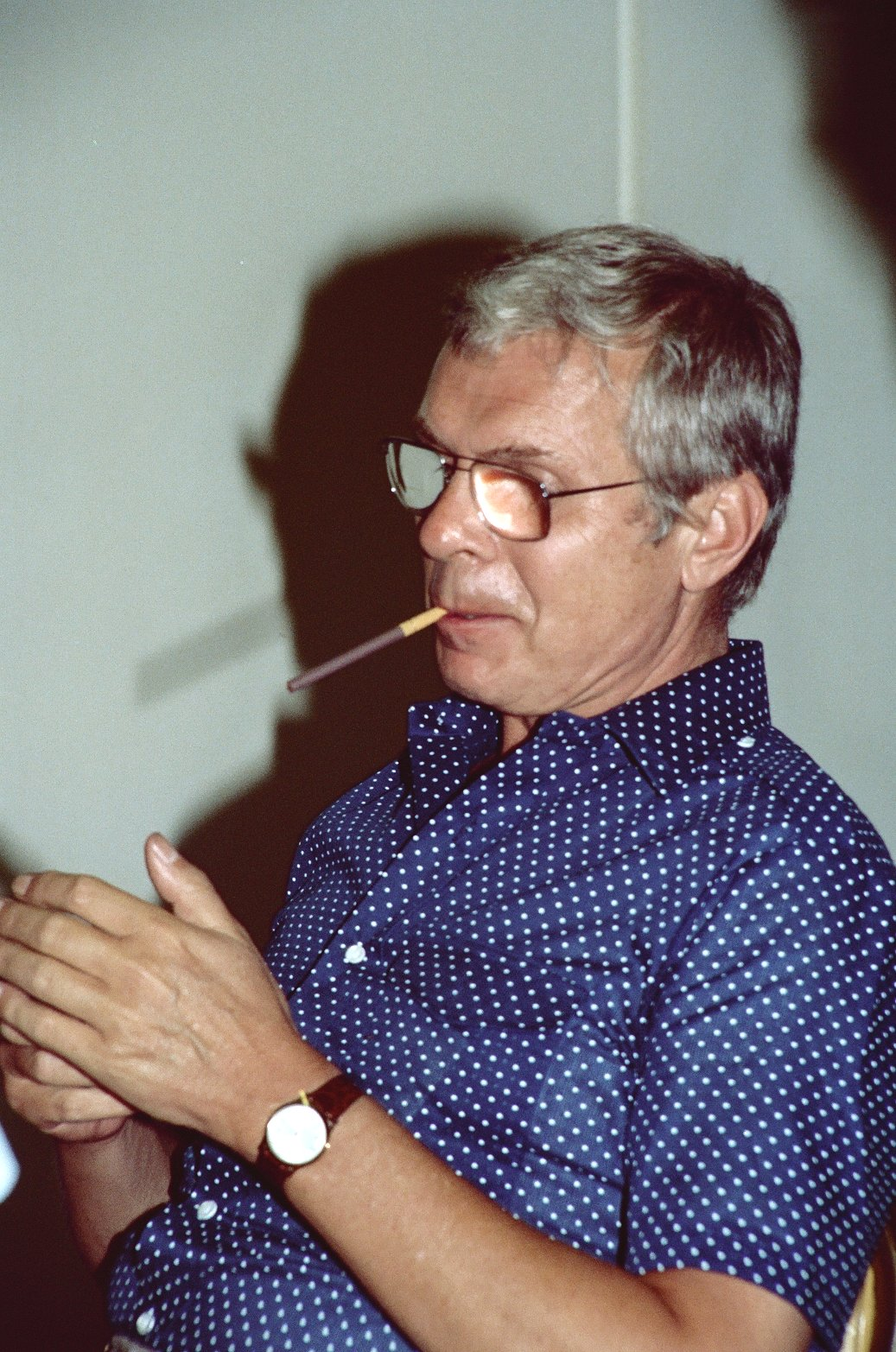
Leonard Starr (1982)

Leonard Starr (* 28. Oktober 1925 in New York City; † 30. Juni 2015) war ein US-amerikanischer Comiczeichner.

## Leben
Leonard Starr war auf der High School of Music and Art und am Pratt Institute. Von 1942 an arbeitete er für verschiedene Verlage, erst als Inker oder Hintergrundzeichner, später als Hauptzeichner. 1957 schuf er den Comic-Strip Mary Perkins, On Stage, eine Soap-Opera um die Broadway-Schönheit Mary Perkins, welche Starr in einem realistisch-eleganten Stil 23 Jahre lang gezeichnet hatte. Ab 1979 zeichnete er Little Orphan Annie weiter, einen Comic, den einst Harold Gray erfand. Starr betreute den Comic bis zu seiner Pensionierung. Für den französischen Verlag Dargaud schuf er als Texter die Albenserie Kelly Green, welche von Stan Drake gezeichnet wurde.
Starr arbeitete auch als Autor beim Fernsehen. Seine bekannteste Autorschaft war für die amerikanische Action-Zeichentrickserie ThunderCats.

## Alben
- Kelly Green 1–3 (Carlsen Verlag 1983–1984)

## Preise & Auszeichnungen (Auswahl)
- 1965: Reuben Award für Mary Perkins, On Stage